# Sigurd Haugen
Sigurd Hauso Haugen (* 17. Juli 1997 in Haugesund) ist ein norwegischer Fußballspieler. Er steht aktuell in der 3. Liga in Deutschland beim TSV 1860 München unter Vertrag.

## Sportliche Laufbahn

### Vereine
Haugen begann in seiner Heimatstadt Haugesund mit dem Fußballspielen, zunächst beim SK Haugar und SK Djerv 1919 und anschließend beim FK Haugesund. Von dort wechselte er zu Sandnes Ulf und mit dem Übergang in den Männerbereich zum Odds Ballklubb. Bei diesem debütierte er am 14. Juli 2016 in der Europa-League-Qualifikation gegen PAS Ioannina (0:3) und in der Eliteserie am 11. September 2016 beim 4:2-Auswärtssieg gegen den Lillestrøm SK. Mit Odds wurde er am Ende der Saison 2016 Tabellendritter, sodass er im folgenden Sommer nochmals drei Spiele in der Europa-League-Qualifikation bestritt. In der Saison 2018 lief er für den Zweitligisten Sogndal Fotball auf, mit dem er den Aufstieg verpasste.
Im darauf folgenden Sommer wechselte er nach Belgien zur damals zweitklassigen Royale Union Saint-Gilloise, wo er ebenfalls 2020 den Aufstieg verpasste. Daraufhin kehrte er nach Norwegen zurück und schloss sich dem Aalesunds FK an, mit dem er 2020 als Tabellenletzter abstieg. 2021 gelang der direkte Wiederaufstieg als Tabellenzweiter, woran Haugen mit 21 Toren maßgeblich beteiligt war. In der Erstliga-Saison 2022 wechselte er nach der Hinrunde nach Dänemark, wo er sich dem Erstligisten Aarhus GF anschloss. Die Saison 2022/23 beendete er mit den Jütländern als Tabellendritter und wurde zur folgenden Spielzeit in die Niederlande verliehen. Mit dem zweitklassigen NAC Breda stieg Haugen in der Saison 2023/24 in die Eredivisie auf und kehrte dann nach Aarhus zurück.
Im September 2024 schloss sich Haugen auf Leihbasis dem deutschen Drittligisten Hansa Rostock an. Am 5. September 2024 lief er im Mecklenburg-Vorpommern-Pokal erstmals für die Kogge gegen den Verbandsligisten FSV Kühlungsborn auf und erzielte in der ersten Halbzeit vier Tore. Mit Hansa erreichte er den 5. Tabellenplatz und erzielte in 32 Ligaspielen zehn Tore. Trotz Kaufoption des FCH wurde Haugen aus wirtschaftlichen Gründen schließlich nicht von den Norddeutschen verpflichtet. Stattdessen nahm ihn der Ligakonkurrent TSV 1860 München zur Saison 2025/26 unter Vertrag.

### Nationalmannschaft
Haugen absolvierte sieben Spiele für Junioren-Nationalmannschaften Norwegens, davon 2015 fünf für die U18-Mannschaft und 2016 zwei für die U19-Nationalelf. Sein Debüt im Dress des NFF gab er am 3. Juni 2015 gegen Portugal (0:2).

## Erfolge
- Aufstieg in die Eliteserie: 2021 (mit Aalesunds FK)
- Aufstieg in die Eredivisie: 2024 (mit NAC Breda)
- Landespokalsieger Mecklenburg-Vorpommern: 2025 (mit Hansa Rostock)

## Privates
Mit seiner Lebensgefährtin Marlene bekam er im April 2024 einen Sohn.